# أذينة الأطلس الصحراوي
أذينة الأطلس الصحراوي (باللاتينية: Phlomis antiatlantica) نوع نباتي يتبع جنس الأذينة  من الفصيلة الشفوية.

## الموئل والانتشار
موطنها المغرب العربي.